# Esto huele mal
Esto huele mal es una película colombiana de 2007 producida por CMO Producciones, dirigida por Jorge Alí Triana basada en la novela homónima de Fernando Quiroz.

## Sinopsis
Ricardo Caicedo (Bertie) es un importante empresario de Bogotá que mantiene una estable vida con su esposa Elena (Campuzano) pero tiene una amante llamada Manuela con quien ya lleva un año de infidelidad. Ricardo argumenta una reunión de negocios para pasar una velada con su amante en el Club el Nogal donde justo horas después ocurren los atentados en el momento en que Ricardo estaba en el otro lado de la ciudad. Preocupada por la suerte de su esposo, Elena rompe en llanto mientras que Ricardo la convence y está decidido a comprobarle que estuvo en el lugar del atentado. Ayudado por su amigo Guzmán (Cadavid) inventa varias mentiras en las cuales Ricardo queda como un héroe siendo abandondado por su amante y con una verdad a punto de descubrirse.

## Reparto
- Diego Bertie - Ricardo
- Cristina Campuzano - Elena
- Valerie Domínguez - Manuela
- Diego Cadavid – Guzmán
- María Eugenia Dávila - Madre de Elena
- Naty Botero – Patricia
- Víctor Hugo Morant – Padre de Elena
- Sandra Reyes - Periodista